# Victor Glover
Victor Jerome Glover (Pomona, 30 april 1976) is een Amerikaans ruimtevaarder. Hij werd in 2013 door NASA geselecteerd om te trainen als astronaut en lanceerde voor het eerst op zondag 15 november 2020, 19:27 lokale tijd, aan boord van een Crew Dragon richting het ISS.
Glover maakt deel uit van NASA Astronautengroep 21, ook wel The 8 Balls genoemd. Deze groep van acht astronauten begon hun training in 2013 en werden in juli 2015 astronaut. In augustus 2018 werd bekend gemaakt dat hij samen met Michael Hopkins de ruimte in zal gaan als onderdeel van het Commercial Crew-programma van NASA.
Zijn eerste ruimtevlucht SpaceX Crew-1 stond voor lange tijd gepland voor augustus 2020. Na enkele verzettingen was de eerste reguliere bemande vlucht met een Dragon 2 van SpaceX gepland voor eind oktober. Wegens een probleem met een turbopomp in een Merlinraketmotor bij een eerdere vlucht, werd Crew-1 een laatste keer uitgesteld naar midden tot eind november. De lancering vond uiteindelijk plaats op 16 november 00:27 UTC. Glover zal ongeveer zes maanden aan boord van het internationaal ruimtestation ISS verblijven voor ISS-Expeditie 64 en ISS-Expeditie 65.
Glover is de eerste Afrikaans-Amerikaanse astronaut die in het ISS verblijft. Op 9 december 2020 werd Glover samen met zeventien anderen opgenomen in de eerste groep astronauten voor het Artemisprogramma. Hij werd in 2023 geselecteerd als piloot van de eerste bemande Orioncapsule waarmee hij tijdens vlucht Artemis II rond de Maan zal vliegen.